# Mistrzostwa Europy w Łucznictwie Polowym 2019
23. Mistrzostwa Europy w łucznictwie polowym odbyły się w dniach 30 września–5 października 2019 w Mokricach w Słowenii. Zawodniczki i zawodnicy startowali w konkurencji łuków dowolnych, gołych oraz bloczkowych.

## Reprezentacja Polski

### Seniorzy

#### łuk klasyczny
- Natalia Leśniak
- Adam Ścibski
- Joanna Rząsa

#### łuk bloczkowy
- Łukasz Przybylski

### Juniorzy

#### łuk klasyczny
- Marlena Kocaj
- Adam Wojtala

## Medaliści

### Kobiety
| Konkurencja:     | Złoto:                                                      | Srebro:                                                     | Brąz:                                                            |
| łuk dowolny      | Laurena Villard                                             | Jessica Tomasi                                              | Bryony Pitman                                                    |
| łuk bloczkowy    | Toja Ellison                                                | Irene Franchini                                             | Tiphaine Renaudin                                                |
| łuk goły         | Cinzia Noziglia                                             | Christine Gauthe                                            | Andrea Payer                                                     |
| zawody drużynowe | Włochy · Irene Franchini · Cinzia Noziglia · Jessica Tomasi | Niemcy · Nora Kipferler · Daniela Klesmann · Teresa Wellner | Francja · Christine Gauthe · Tiphaine Renaudin · Laurena Villard |

### Mężczyźni
| Konkurencja:     | Złoto:                                                      | Srebro:                                                        | Brąz:                                                                    |
| łuk dowolny      | Jean-Charles Valladont                                      | Massimiliano Mandia                                            | Jonathna Andersson                                                       |
| łuk bloczkowy    | Domagoj Buden                                               | Mike Schloesser                                                | Adrien Gontier                                                           |
| łuk goły         | Eric Esposito                                               | David Jackson                                                  | Michael Meyer                                                            |
| zawody drużynowe | Niemcy · Michael Meyer · Karsten Sprenger · Florian Stadler | Austria · Heribert Dornhofer · Alois Steinwender · Nico Wiener | Francja · Pierre-Julien Deloche · David Jackson · Jean-Charles Valladont |

### Juniorki
| Konkurencja:     | Złoto:                                                | Srebro:                                                   | Brąz:                                                |
| łuk dowolny      | Louisa Piper                                          | Tihana Kovačić                                            | Aurélie Autret                                       |
| łuk bloczkowy    | Amanda Mlinarić                                       | Ylva Hjelle                                               | Caroline Käck                                        |
| łuk goły         | Eleonora Meloni                                       | Olivia Elamsson                                           | Kathryn Morton                                       |
| zawody drużynowe | Włochy · Sofia Caccia · Eleonora Meloni · Sara Noceti | Szwecja · Olivia Elamsson · Caroline Käck · Anna Karlsson | Słowenia · Adriana Dejak · Spela Ferš · Iris Kandzic |

### Juniorzy
| Konkurencja:     | Złoto:                                                  | Srebro:                                                  | Brąz:                                                          |
| łuk dowolny      | Žiga Ravnikar                                           | Willem Bakker                                            | Joe Fairburn                                                   |
| łuk bloczkowy    | Anders Faugstad                                         | Alexander Kullberg                                       | Erik Persson                                                   |
| łuk goły         | Sebastian Jansson                                       | Gian Lorenzo Soldi                                       | Gašper Bolčina                                                 |
| zawody drużynowe | Słowenia · Gašper Bolčina · Tim Jevšnik · Žiga Ravnikar | Włochy · Alessandro Carassai · Luca Pinna · Matteo Santi | Szwecja · David Fredriksson · Sebastian Jansson · Erik Persson |

## Klasyfikacja medalowa
| Lp. | Państwo         | Złoto | Srebro | Brąz | Razem |
| 1.  | Włochy          | 5     | 5      | 0    | 10    |
| 2.  | Słowenia        | 3     | 0      | 2    | 5     |
| 3.  | Francja         | 2     | 2      | 5    | 9     |
| 4.  | Chorwacja       | 2     | 1      | 0    | 3     |
| 5.  | Szwecja         | 1     | 3      | 4    | 8     |
| 6.  | Niemcy          | 1     | 1      | 1    | 3     |
| 7.  | Norwegia        | 1     | 1      | 0    | 2     |
| 8.  | Wielka Brytania | 1     | 0      | 3    | 4     |
| 9.  | Holandia        | 0     | 2      | 0    | 2     |
| 10. | Austria         | 0     | 1      | 1    | 2     |